# Vicente Guerrero, Francisco León
Vicente Guerrero är en ort i Mexiko.   Den ligger i kommunen Francisco León och delstaten Chiapas, i den sydöstra delen av landet, 700 km öster om huvudstaden Mexico City. Vicente Guerrero ligger 486 meter över havet och antalet invånare är 678.
Terrängen runt Vicente Guerrero är kuperad åt nordväst, men åt sydost är den bergig. Runt Vicente Guerrero är det ganska tätbefolkat, med 80 invånare per kvadratkilometer. Närmaste större samhälle är Ocotepec, 8,6 km sydost om Vicente Guerrero. I omgivningarna runt Vicente Guerrero växer i huvudsak städsegrön lövskog.